# Zhirendong
Zhirendong (en chino, 智人洞发 = "Cueva del Homo sapiens"), coordenadas  22°17′14″N 107°30′45″O / 22.28722, -107.51250 es un sitio arqueológico datado en 100.000 a 113.000 años AP, con fósiles de Homo. Está ubicado en las montañas Mulan, cerca de Chongzuo, Región Autónoma de Guangxi, China.

## Cueva
La cueva con solo unos pocos metros de ancho, tiene unos 25 m de profundidad en la roca y su puntos final está a unos 90 grados hacia la izquierda de la estrecha cámara, abierta entre piedra caliza cárstica del Triásico. Se encuentra a 179 m de altitud y a 34 metros sobre el nivel del río Heyiang, entre empinadas colinas cónicas. Su altura por sobre nivel del río en el Tarantiense, Pleistoceno tardío, era mucho más baja.

## Fósiles
En 2007 fueron encontrados allí dos molares (Zhiren 1 y 2) y una mandíbula sin dientes (Zhiren 3). La mandíbula presenta algunas características morfológicas modernas pero también presenta otras que la sitúan cerca de los humanos arcaicos.
La datación por series de uranio y según los estadios isotópicos marinos del estrato más profundo de flujo laminar en el cual fueron encontrados los fósiles resultó en 106.200 ± 6.700 AP.

## Debate
Los descubridores y científicos chinos consideran que los fósiles pertenece a la especie Homo sapiens y pueden estar los más antiguos de esta especie encontrados en Asia, por lo cual indicarían que la aparición de la biología humana moderna en partes de Eurasia occidental y oriental se produjo al final del paleolítico inferior, mucho antes de lo que se pensaba.
Habría por lo menos dos interpretaciones para la mandíbula descubierta en Zhirendong: o es el resultado de la evolución autónoma mediante continuidad poblacional corroborando así la hipótesis de multiregional sobre el origen del Homo sapiens o la existencia o los humanos modernos de origen africano llegaron al sur de China hace unos 100.000 años, y se mezclaron con la población originaria.
Un nuevo y complejo escenario queda plateado sin embargo por el descubrimiento del homínido de Denisova, una especie  diferente al H. sapiens y al Neanderthal, que vivió en Asia hasta hace por lo menos 40.000 años y que los actuales humanos de Papúa Nueva Guinea, Australia y Melanesia tienen entre un 4% y un 6% de material genético de los denisovanos. Hay linajes entrelazados y más interacciones de las que se conocían y los habitantes de Zhirendong podrían haber sido de la misma especie de los denisovanos y sólo sus descendientes se relacionaron con los H. sapiens.